# Велике Жабле
Велике Жабле (на словенски: Velike Žablje) е село в Словения, регион Горишка, община Айдовшчина. Според Националната статистическа служба на Република Словения през 2015 г. селото има 323 жители.